# Нагнибеда, Руслан Владимирович
Руслан Владимирович Нагнибеда́ (род. декабрь 1973) — российский боксёр, мастер спорта СССР и пятикратный чемпион мира по боям без правил. Является тренером по различным видам единоборств, включая тайский бокс. Среди его воспитанников чемпионы мира в различных дисциплинах. Снимается в кино в качестве каскадёра и актёра, ставит и режиссирует различные трюки и бои в фильмах российского производства.

## Биография
Руслан Нагнибида родился по различным сведениям на Украине или в Караганде, в 1999 году переехал в Тулу, затем в 2006 году в Санкт-Петербург.
Имеет четыре высших образования: педагогическое по направлению тренер восточных единоборств, а также экономическое, техническое и юридическое.

## Спортивная карьера
Карьера Руслана Нагнибиды как бойца началась в Казахстане, где он получил титул чемпиона СССР по боксу среди юношей в 1986г.
В 1998 году Нагнибида переехал из Казахстана в Россию г. ОМСК. в г.Тулу, где получил титулы чемпиона мира по тхэквондо и чемпиона мира по тайскому боксу Муайтай среди профессионалов Голландия , Амстердам 2000г.. Впоследствии Руслан стал пятикратным чемпионом мира по боям без правил в Японии версии Seiken-do SWA c 1999г. по 2003г. и вступил в тренерский состав Федора Емельяненко. С 2005 по 2007 год был личным тренером Федора Емельяненко по тайскому боксу.
В 2006 году переехал из Тулы в Санкт-Петербург по предложению Федора Емельяненко, где впоследствии занял место в руководстве тренерского состава клуба Red Devil Fighting Team. Помимо этого, в настоящий момент[когда?] Нагнибида занимается тренерской деятельностью (клуб «Панчер», Санкт-Петербург), снимается в кино, работает в спецназе.

### Спортивные достижения и награды
По данным клуба «Панчер»:
- 1987 — Мастер спорта СССР по боксу[нет в источнике]. Чемпион СССР по боксу среди юношей
- 1991 — Чёрный пояс 4 дан по тхэквондо. Чемпион мира по тхэквондо (версии Масоги (ITF))
- 2000 — Чемпион мира по муай тай (Голландия)
- 1999—2003 пятикратный чемпион мира по боям без правил (версия сейкендо)
- 2012 — Орден спортивных боевых искусств заслуженного наставника республики Казахстан
- 2012 — Орден мастера спортивных боевых искусств республики Казахстан

### Воспитанники
- Мурад Магомедов — победитель открытого чемпионата России по боевому самбо[7]
- Березекова Юлия — многократная чемпионка по боям без правил;
- Ким Роман — чемпион мира по тхэквондо;
- Тайгамбаев Адиль — чемпион мира по тхэквондо;
- Матрохина Светлана — чемпионка мира и Европы по тхэквондо;
- Матрохин Дмитрий — чемпион мира по тхэквондо;
- Цой Наталья — чемпионка мира по боксу;
- Дыдыдмов Махач — чемпион мира по панкратиону;
- Шуралев Сергей — чемпион мира по панкратиону;
- Хасанов Александр — чемпион мира среди профи муай тай;
- Роман Зенцов — чемпион мира по микс файт М-1;
- Батыр Корголоев — чемпион мира по Муай-тай;
- Большаков Александр — чемпион мира по профи К-1[8]

## Карьера в кино
В 1999 году в Санкт-Петербурге Руслану поступило первое предложение о роли в кино в качестве каскадёра. Дебютной актёрской работой Руслана Нагнибеды стала роль в фильме Виталия Мухаметзянова «Здравствуйте, мы — ваша крыша!» 2005 года.
| Фильм                                        | Год выпуска |
| -------------------------------------------- | ----------- |
| Здравствуйте, мы — ваша крыша!               | 2005        |
| Морские дьяволы — 2                          | 2007        |
| Улицы разбитых фонарей — 8                   | 2007        |
| Снайпер                                      | 2009        |
| Правило лабиринта                            | 2009        |
| Литейный, 4 (телесериал)                     | 2010        |
| Б. С. Бывший сотрудник                       | 2012        |
| Военная разведка (телесериал) Северный фронт | 2012        |